# Georg Becker (Unternehmer, 1878)
Ernst Georg Becker (* 1. September 1878 in Amsdorf; † 19. Januar 1953 in Magdeburg) war ein deutscher Unternehmer.

## Leben

### Ausbildung
Georg Becker wurde als Sohn des Gutsbesitzers Gottlob Becker und dessen Ehefrau Hilde Becker, geborene Ackermann, geboren. Nach Abschluss der Schule in Eisleben absolvierte Becker bei der „Maschinenfabrik Commichau“ in Magdeburg, die sich unter anderem mit der Herstellung von Transportspiralen befasste, eine kaufmännische Lehre und bildete sich auf technischem Gebiet als Autodidakt weiter.
Seinen Militärdienst leistete er in Berlin beim 1. Garde-Feldartillerie-Regiment ab. Nach Magdeburg zurückgekehrt, arbeitete er zunächst als Angestellter in seinem ehemaligen Ausbildungsbetrieb. Später übernahm er die Geschäftsführung des 150 Mitarbeiter zählenden Betriebes.

### Unternehmer
1907 gründete Becker im Magdeburger Stadtteil Sudenburg im Wohn- und Geschäftshaus Ambrosiusplatz 7, Halberstädter Straße 142 ein Handelsgeschäft. Zum Sortiment gehörten unter anderem Elevatorenbecher und Schiffsketten. Aus den Anfängen entstand die schnell an Bedeutung gewinnende „Maschinenfabrik Georg Becker und Co.“ mit Sitz in der Sudenburger Wuhne Nr. 49–51, als deren Nachfolgeunternehmen der heute noch bestehende „FAM - Förderanlagen Magdeburg“ angesehen werden kann. Becker profilierte das Unternehmen mit seinem technischen Sachverstand bis 1930 zu einer Spezialfirma für Transportanlagen. So wurden insbesondere Anlagen zur Förderung von Massen- und Stückgütern hergestellt, die vorwiegend in der Kohle-, Kali-, Zucker- und Zementindustrie zum Einsatz kamen. Der Betrieb wurde zum Branchenführer in der mitteldeutschen Region.
Bereits 1920 hatte Becker die ebenfalls in Sudenburg im Langen Weg ansässige „Metallwarenfabrik Gebrüder Becker & Co.“ gegründet und war nach einer Übergangszeit Alleininhaber dieses Unternehmens. In beiden Betrieben waren insgesamt 300 Beschäftigte auf 40.000 m² Fläche tätig. Im Zuge der Expansion seiner Unternehmen wurden von 1926 bis in die 1940er Jahre hinein auch in einem weiteren Betriebsteil in der Fichtestraße 29a Transportanlagen gefertigt.
Um seine Betriebe nach den neuesten wirtschaftlichen Erkenntnissen führen zu können, sah sich Becker auch auf internationaler Ebene um. Nach dem Ersten Weltkrieg bereiste er die USA, um sich dort über neue Branchentrends zu informieren. Von dieser Reise brachte er auch neue Werbekonzepte mit, die er in seinem Unternehmen umsetzte.

### Gesellschaftliches Engagement
Parallel zu seinen wirtschaftlichen Aktivitäten war Becker im gesellschaftlichen Leben der Stadt Magdeburg engagiert. Er war von 1925 bis 1935 als Arbeitgebervertreter im Vorstand der örtlichen AOK, gehörte einer Vielzahl von Vereinen im Wirtschaftsbereich an und wirkte als Schöffe und Geschworener an den örtlichen Gerichten. Für die Reichspartei des deutschen Mittelstandes (Wirtschaftspartei) war er von 1929 bis 1932 Stadtverordneter im Magdeburger Stadtrat, legte dann aber sein Mandat nieder.
Ab 1942 gehörte er dem Gemeindekirchenrat der Sankt-Ambrosius-Kirche an und engagierte sich in der Kirchengemeinde insbesondere für deren Kindergarten. 1942 übernahm Becker den Vorsitz der Baukommission der Kirchengemeinde.
In seinem Unternehmen gründete er eine Betriebsrentenkasse, die über das Jahr 1945 hinaus bestand.

### Zeit des Nationalsozialismus
Während des Zweiten Weltkrieges beschäftigten seine Unternehmen ausländische Zwangsarbeiter, die ihm angeblich zugewiesen worden waren. Zur Unterbringung wurde ein ehemaliges Lagergebäude bewohnbar mit Küche und Toilette umgebaut. Da Beckers Betriebe weder vor noch im Krieg direkte Rüstungsgüter produzierten, kam es zu Schwierigkeiten bei der Materialbeschaffung. Becker, der sich nie für den Nationalsozialismus engagiert hatte, beschäftigte in seinen Unternehmen seit 1935 mehrere Personen, die in anderen Betrieben aufgrund gewerkschaftlicher, kommunistischer oder sozialdemokratischer Betätigungen ihre Anstellung verloren hatten.

### Nachkriegszeit
Das Ende des Zweiten Weltkrieges und der folgenden Besatzung in Deutschland brachte für Becker besonders tiefe Einschnitte. Bereits 1945 wurde seine Villa Westendstraße Nr. 29 von der sowjetischen Stadtkommandantur beschlagnahmt. Becker musste mit seiner Familie das Gebäude binnen 24 Stunden räumen und wohnte danach in dem ehemaligen Gebäude der Zwangsarbeiter. 1949 wurde er wegen angeblicher Wirtschaftsverbrechen verhaftet. Ihm wurde zum Vorwurf gemacht, dass er im Jahr 1946 der „Alsenschen Zementfabrik“ in Itzehoe bereits 1944 produzierte und von der Firma bezahlte Ersatzteile für eine Förderanlage geliefert hatte, ohne eine behördliche Genehmigung einzuholen. Ein ausdrückliches Lieferverbot war jedoch nie ausgesprochen worden. Den Anschuldigungen lag die Denunziation eines Angehörigen der eigenen Belegschaft zugrunde. Es folgte eine Untersuchungshaft und ein politisch motivierter Prozess. Noch vor Abschluss des Strafverfahrens wurde Becker entschädigungslos enteignet. Zuvor war bereits sein Sohn, Georg Becker junior, der Teilhaber des Unternehmens war, ebenfalls enteignet worden. Das Strafverfahren endete 1951 mit einem Freispruch. Über die von der Staatsanwaltschaft eingelegte Revision wurde nicht mehr entschieden, da Becker inzwischen gestorben war.
Der Pfarrer der örtlichen Kirchengemeinde hatte sich für die Freilassung des bereits 71-jährigen Becker aus der Untersuchungshaft eingesetzt. Becker litt gesundheitlich stark unter der Haft und starb 74-jährig letztlich an deren Folgen. Er wurde auf dem Alten Sudenburger Friedhof beigesetzt.

## Das Unternehmen nach Beckers Tod
Im Jahr 1954 bildete die DDR aus den Betrieben Beckers und den ähnlich ausgerichteten Unternehmen „Sudenburger Maschinenfabrik Emil Wieger“ und „A. W. Mackensen“ den „VEB Schwermaschinenbau 7. Oktober“. Dieser Betrieb produzierte bis 1990 an zwei Standorten in Magdeburg Förderanlagen und belieferte vorrangig die osteuropäischen Länder. Seit 1993 produziert am Standort Sudenburger Wuhne die „FAM - Förderanlagen Magdeburg GmbH“, die zu den größten privaten Arbeitgebern in Magdeburg gehört.
Die ehemalige Villa Beckers in der jetzigen Klausenerstraße wurde nach 1994 an die Familie zurückgegeben. Das unter Denkmalschutz stehende Gebäude wurde von der Familie saniert.

## Ehrung
Mit Beschluss des Magdeburger Stadtrates vom 6. Juli 2006 erhielt eine in Sudenburg neu zu benennende Straße den Namen Georg-Becker-Straße.